# S/2003 J 2
S/2003 J 2 es un satélite irregular de Júpiter. El descubrimiento fue realizado por un equipo de astrónomos de la Universidad de Hawái liderado por Scott S. Sheppard y David C. Jewitt, se anunció el 4 de marzo de 2003 A partir del año 2006, es conocido como el satélite ultraperiférico de Júpiter, lo cual quiere decir que es el más alejado del planeta, 75 veces más lejos que la Luna a la Tierra, o la mitad de la distancia entre el Sol y Mercurio.
S/2003 J 2 tiene unos 2 kilómetros de diámetro, y orbita a Júpiter a una distancia media de 29,54 millones de kilómetros en 980 días, a una inclinación de 154° a la eclíptica (152 ° al ecuador de Júpiter) y con una excentricidad de 0,2255.
Parece pertenecer a un grupo, del cual es el único miembro, con Semieje mayor ~ 30 ~ millones de km y 160 ° de inclinación.
Los límites de la influencia gravitatoria de Júpiter se definen como: Esfera de Hill (de Júpiter), cuyo radio es de 52 millones de km. Los satélites retrógrados con ejes de hasta el 67% de Radio Hill se cree que son estables. Por consiguiente, es posible que incluso se descubran satélites aún más exteriores orbitando al gigante gaseoso. 